# NAMIMONOGATARI
NAMIMONOGATARI（なみものがたり、波物語）は、2005年から2021年まで愛知県で開催されていた野外イベント。2023年にAH1「ASIAN HIPHOP CONNECTION」と名前を変更してリブランディングを行い再スタート。

## 概要
2005年に初回が開催された。2021年までは当イベントが日本最大級のヒップホップ・R&Bの野外フェスティバルと位置づけられていた。
2013年と2014年は開催されなかったが、2015年にZepp名古屋にて復活。2016年に会場をりんくうビーチに移し、4年ぶりの野外開催で10回目のイベントを行った。
2012年よりダンス、DJ、ラップといったストリートカルチャーの文化をアーティストやダンサー達から直接指導してもらえる子供達専用のプロジェクト「kids dream project」も始動し、メインイベントと並行して開催している。
しかし、2021年の開催時に大きな問題が発生、同年以降開催されていない（後述）。

## 出演者
2021年
LIVE
- AKLO
- AK-69
- ANARCHY
- Awich
- BAD HOP
- CIMBA
- CREAM
- Elle Teresa
- FAKY
- GADORO
- Hideyoshi
- Jin Dogg
- JP THE WAVY
- KOWICHI
- K.O.
- Leon Fanourakis
- LEX
- LibeRty Doggs
- Lil KING
- MC TYSON
- Only U
- Playsson
- Red Eye
- RØØ
- SANTAWORLDVIEW
- Shurkn Pap
- SOCKS
- 2Marley
- VILLSHANA
- week dudus
- WILYWNKA
- ¥ellow Bucks
- Young Coco
- Zeebra
- ジャパニーズマゲニーズ
- 舐達麻
- 般若

DJ
- DJ RYOW
- DJ CHARI & DJ TATSUKI

DANCE
- Pretty Dancers

GRAFFITI
- TOMI-E
- CAZUL
- MURASAKI

MC
- UZI
- 眞木蔵人

## 新型コロナウイルスによる緊急事態宣言下での開催
2020年は新型コロナウイルス感染拡大防止のため中止となった。
2021年は8月28日・29日に常滑市の愛知県国際展示場（AICHI SKY EXPO）多目的広場野外ステージで開催されるが、愛知県は前日の27日に緊急事態宣言が発令されていた。当日のイベントでは眞木蔵人やAwichなどステージ上から注意喚起を行った出演者がいたものの、観客に声出しや歌うよう求めるMC TYSON、Leon Fanourakis、FAKYなどの他の出演者やモッシュを行わせている様子がツイッターやインスタグラムなどに投稿された。また酒類の提供も行われており感染対策が十分だとは言えない状態であった。
更に、イベント終了後には翌日早朝5時まで名古屋市中区栄のクラブでアフターパーティーが行われていた。

### 運営側の対応
感染対策が徹底されていなかったことがSNSなどで拡散されて批判を受けると、イベントを運営したoffice keefは8月30日にウェブサイト上に謝罪文を掲載していた（サイト閉鎖のため現在は閲覧不可）。
謝罪文では酒類の販売について、8月18日までに愛知県側から「過度でなければ可能」との回答を得ており、愛知県がまん延防止等重点措置地域に指定された20日に「一部キャンセルできない酒類を販売する」ことを愛知県の担当者に報告したとしており、「自治体からの了解を取っていた」と説明していた。しかし、愛知県は「過度でなければ可能」と回答した事実はなく、酒類販売の申し出があったのは24日で、それ以降イベント当日まで何度も自粛を要請していたとしている。
また、入場チケットの販売についても「愛知県の指示に従い（まん延防止等重点措置地域に指定された）20日で終了」と説明しているが、これについても愛知県は12日の時点で即時停止を求めていたとしている。こういった虚偽を含む説明に対して愛知県は8月30日付けで抗議文を送付するとともに、大村秀章愛知県知事は自身のTwitterにおいて、県とoffice keefの折衝を公表した。
愛知県や常滑市の抗議を受け、8月31日にoffice keefの代表取締役が県庁を訪れて謝罪するとともに、ウェブサイトで「独自判断で酒販売」と修正し主張を撤回した。

### 国、自治体の対応
大村秀章愛知県知事は、愛知県内の会場を一切使用禁止とする、いわば出禁を通告した。会場となった愛知県国際展示場の所在する伊藤辰矢常滑市長は「要請やガイドラインが守られていない悪質なイベント」と断じ、市施設での開催を一切認めないという旨を記した抗議文を送付した。
愛知県と名古屋市はイベントに参加した県民・市民を対象に無料でPCR検査を実施すると発表し、愛知県・名古屋市あわせて1100件を超える申し込みがあった。
愛知県は9月6日までにイベントに参加した14人の感染者を確認し、クラスターと認定した。東京都・大阪府・静岡県・岐阜県・北海道でも感染者が確認され、イベント参加者の感染者は6都道府県で計45人となった。また感染が確認されていたイベント参加者の同居家族2人への感染も確認された。
大村愛知県知事は全国知事会の会議で「大規模イベントについても強制力を持った措置を、法制度の議論を国、国会でもして頂くようお願いしたい」と要望した。愛知県はイベントが開催された経緯などを検証する第三者検証委員会を設置した。
経済産業省は会場での感染対策が不十分だったとして最大3千万円の補助金交付を取り消す方針を固め、9月7日にその旨を主催者に通知した。翌日の9月8日、正式に補助金交付の取り消しが発表された。

### 出演者の対応
8月30日にはZeebraとAK-69はTwitterに謝罪文を掲載し、BAD HOPは2021年9月1日・2日に横浜アリーナで予定していた「BAD HOP THE REVENGE TOUR FINAL IN YOKOHAMA ARENA」の延期を発表した。
CIMBA、Awich、CREAM、AKLOの4組は、出演料やグッズの売上金を医療従事者を支援するための愛知県の基金「あいち医療応援基金」に寄付した。またイベントに出店した飲食店のBANBOO JOCKEYも同じく基金に寄付をした。

### NAMIMONOGATARIの終焉
このような一連の事件を受けて、NAMIMONOGATARIは実行委員会を解散した。また公式サイトやSNSも閉鎖されており2022年以降は開催されない。